# Lepidosiren paradoxa
Dipneuste sud-américain
Famille
Genre
Espèce
Synonymes
- Lepidosiren articulata Ehlers, 1894[2]

Lepidosiren paradoxa, communément appelé le Dipneuste sud-américain, est une espèce de poissons osseux de l'ordre des Lepidosireniformes, les dipneustes (ou poissons pulmonés) américains.
C'est le seul représentant du genre Lepidosiren et de la famille des Lepidosirenidae, dont l'étymologie est « sirène écailleuse ».
Le groupe des poissons pulmonés est connu depuis 1836, date à laquelle est décrit un spécimen de Lepidosiren paradoxa par le zoologue viennois Leopold Fitzinger grâce à son collègue Johann Natterer qui l'a rapporté d'une expédition au Brésil, dans le bassin de l'Amazone.
Le Lepidosiren paradoxa possède le génome animal le plus long connu actuellement avec 91milliards de paires de bases (soit trente fois la taille du génome humain),.

## Description
Lepidosiren paradoxa est une espèce relique qui utilise la respiration aérienne pulmonaire de manière prépondérante, ses branchies très réduites n'ayant qu'une importance limitée pour l'absorption d'oxygène mais une certaine importance fonctionnelle pour l'élimination du gaz carbonique.
Durant la saison froide, il construit soigneusement un nid qui sera rempli d'œufs par la femelle, puis il monte la garde jusqu'à la naissance des poissons.
C'est le plus allongé des dipneustes, une nageoire médiane entoure la partie postérieure du corps, mais les paires de nageoires pectorales et pelviennes sont réduites à des excroissances filiformes.
Son poumon est une structure double située sous l'œsophage (comme chez l'humain) et ces poissons vivent dans une grande mesure par la respiration aérienne. Ils sont donc bien équipés pour résister dans des conditions de pollution de l'eau ou si d'autres causes mènent à une manque d'oxygène dissout.
Lepidosiren paradoxa a la faculté de survivre même si l'eau vient à manquer. Il s'enterre alors dans la boue et peut estiver durant la saison sèche jusqu'au retour de l'eau, ses poumons lui permettant de respirer. Il peut vivre ainsi au ralenti jusqu'à deux ans.

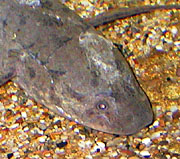
Tête de Lepidosiren paradoxa.

## Aire de répartition
Bassin de l'Amazone, du Río Paraguay et bassin inférieur du Parana.